# أندي ليفين
أندي ليفين هو شخصية أعمال ومحامي وسياسي أمريكي، ولد في 10 أغسطس 1960 في بيركلي في الولايات المتحدة. نشط حزبياً في الحزب الديمقراطي. وقد انتخب عضو مجلس النواب الأمريكي ‏ عن دائرة Michigan's 9th congressional district ‏ وقد انضم خلال فترته النيابية ‏ (3 يناير 2019 – 3 يناير 2021) للكتلة البرلمانية الحزب الديمقراطي وانتخب عضو مجلس النواب الأمريكي ‏.

## وصلات خارجية
- الموقع الرسمي